# 凌鎬
凌鎬（1430年—？），字叔京，浙江杭州府新城縣人，明朝政治人物。進士出身。

## 生平
天順三年（1459年）舉己卯科浙江鄉試第四十七名。天順四年（1460年）聯捷庚辰科會試第二十六名，殿試登進士第二甲第十六名。

## 家族
曾祖凌信達。祖父凌子昇，贈刑部員外郎。父亲凌謹。